# 슈텐도지

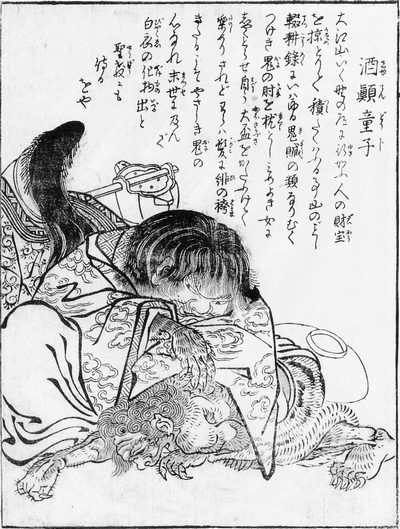
도리야마 세키엔의 금석화도백귀에 실린 슈텐도지.

슈텐도지(일본어: 酒呑童子)는 단바국과 단고국의 경계에 소재한 오오에산, 혹은 야마시로국과 단바국의 경계에 있는 오오에다산에 살았다고 전해지는 오니 두령이다. 술을 좋아해서 이러한 이름을 얻었다 한다. 문헌에 따라 주전동자(酒顛童子), 주천동자(酒天童子), 주점동자(朱点童子) 등의 표기 차이가 있다.
본거지로 삼은 오오에산에서 대궐같은 어전(御殿)에 살며, 이바라키도지 등 수많은 오니들을 부하로 부렸다고 한다. 주탄동자는 미나모토노 요리미츠와 그 휘하의 와타나베노 츠나에 의해 태도로 목이 잘려 타도되었다. 도쿄국립박물관에 소장된 태도 도지기리가 주탄동자를 퇴치했다고 전해지는 칼이며, 일본의 국보로 지정되어 있다. 또한 효고현 가와니시시의 타다신사에서 소장 중인 태도 “오니기리마루”도 주탄동자를 퇴치한 칼이라는 전승이 있다.

## 저본
주탄동자 전설의 저본은 크게 나누어 2종류가 있다. 주탄동자의 거처를 단바국 오오에산으로 삼는 “오오에산계”, 오미국 이부키산으로 삼는 “이부키산계”가 그것이다. 다만 이 분류법에는 이론(異論)・신중론도 있다.:74
가장 오래된 판본인 이츠오미술관 소장본 『오오에산 회사(絵詞)』, 에도시대의 오토기조시 판본이 오오에산계에 속하며, 산토리미술관 소장 『주전동자 회권』이 이부키산계에 속한다. 역사학자 타카하시 마사아키는 이 2분류를 “일본계(逸本系)”와 “사본계(サ本系)”라고 불렀다.:182:75
가장 오래된 『오오에산 회사』는 남북조 후기에서 무로마치 초기 무렵에 성립된 것으로 알려져 있다.:32–34 이것은 시모사 카토리신사의 대관사(大宮司家) 집안에서 소장해온 것으로, 총래부터 통칭으로 “카토리본”이라고 불리었다.:67 『오오에산 회사』는 일본의 중요문화재로 지정되어 있다. 여기서는 철자가 주천동자(酒天童子)이다.:32–34 남북조시대보다 더 오래 전에 성립된 것이라는 설도 있고,:75 다른 판본에 비해 현격히 오래되었기에 이것을 “원본”이라 볼 수 있다고도 한다.:926 결손된 부분이 많지만 첫머리는 양명문고본으로 보완할 수 있고, 결말은 본지담이었다는 것이 밝혀져 있다.:75
산토리미술관 소장 『주전동자 회권』은 무로마치 시대에 성립된 것으로, 가장 오래된 고본에 비견하여 자료성이 높은 것으로 여겨진다.:75 그 밖에 에도시대의 회권이 다수 전래되었다.:126 오토기조시 판본들은 메이지 시대 무렵부터 편본이 존재한다.

## 전승의 줄거리

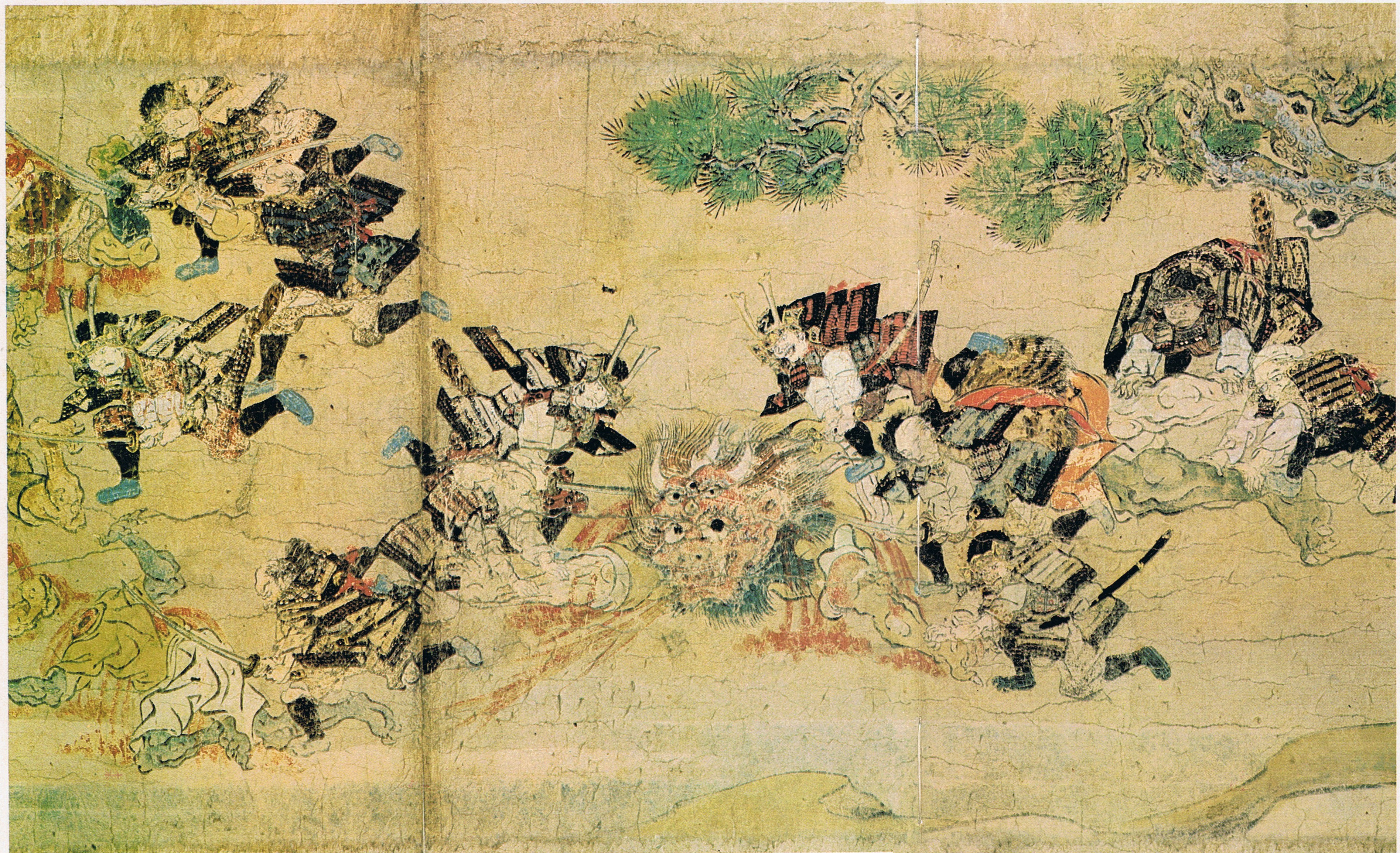
『오오에산 회사』

『오오에산 회사』의 줄거리는 다음과 같다.
이치조 천황 시대, 수도 쿄(京)의 젊은 남녀들이 차례차례 카미카쿠시를 당했다. 아베노 세이메이에게 점을 치게 했더니, 오오에산에 사는 오니 주탄동자의 소행으로 밝혀졌다. 그래서 임금은 조토쿠 원년(서기 995년)에 미나모토노 요리미츠와 후지와라노 야스마사 등을 원정 뵀다. 혹은 쇼랴쿠 원년(서기 990년) 미나모토노 요리미츠에게 명을 내렸다. 요리미츠 등은 야마부시로 가장하여 오니들의 거성을 찾아갔고, 하룻밤 묵을 숙소를 청했다. 주탄동자의 무리는 교토(京の都)에서 자신들을 토벌할 원정대가 온다는 소식을 들었으므로 그들을 경계하여 여러가지 질문을 던진다. 그럭저럭 의심을 품고 술을 마시자 주탄동자는 여러가지 이야기를 들려준다. 술을 너무 좋아해서 부하 가신들에게 “주탄동자”라고 불린다던가, 원래 히라노산:32–34에 살았지만 전교대사가 엔랴쿠지를 짓자 거기 살 수 없게 되어 가쇼 2년(서기 849년) 오오에산으로 옮겨왔다던가 등의 이야기를 늘어놓았다. 요리미츠 일행은 하치만보살에게 받아온 “신편귀독주(神便鬼毒酒)”를 주탄동자에게 바쳐 먹였고, 이 술을 먹고 주탄동자가 골아떨어지자 침소를 덮쳐 몸을 짓누르고 목을 베었다. 머리는 잘리고도 한동안 살아서 요리미츠의 투구를 물어뜯으려 했지만, 동료들의 투구를 겹쳐써서 요리미츠는 화를 피했다. 요리미츠 일행은 주탄동자의 수급을 가지고 교토로 개선하였고, 수급은 임금이 검시한 뒤 우지(宇治)의 뵤도인의 보물창고에 넣어 보관했다.:32–34

### 오토기조시 판본
오토기조시판은 시부카와 세이에몬이 출판한 오토기문고판(1270년)이 에도시대에 널리 읽혔다. 이하 그 줄거리를 설명한다.틀:Rp=212–230
교토로 상경한 주탄동자는 자목동자를 비롯한 많은 오니를 거느리고, 오오에산을 거점으로 삼아 종종 교토에 출현해 젊은 귀족 영애들을 유괴해 갔다. 이렇게 유괴해 간 여자들을 곁에 두고 시중들게 하거나, 칼로 베어 인육을 날것으로 먹었다. 악행이 극심하니, 결국 임금의 명을 받은 셋쓰 겐지 사람 요리미츠, 그리고 요리미츠 사천왕(와타나베노 츠나, 사카타노 킨토키, 우스이 사다미츠, 우라베노 스에타케)이 토벌대를 결성했다.
이 판본에서는 무사들이 스스로 전술을 펼치는데, 야마부시로 가장하는 것도 고안하고, 갑주와 무기를 오이(笈, 수행자들의 등짐 궤짝) 속에 숨기기도 한다. 또한 일행이 먼저 만나서 오니들의 속사정을 배우는 세탁부 여자는 여기서는 노파가 아니고 나이 열일고여덟의 여인으로, 하나조 가문의 중납언의 외동딸이다.:8–11
요리미츠 일행은 야마부시로 가장하여 주탄동자의 향응을 받고, 주탄동자는 자신의 이야기를 늘어놓는다. 여기서는 주탄동자가 에치고 출신이라 하며, 히에이산에 있다가 전교대사에게 쫓겨나 오오에산에서 살다가 이번에는 홍법대사에게 쫓겨났다. 그런데 홍법대사가 고야산에서 죽자 오오에산으로 돌아온 것이라고 한다.:17–18
요리미츠 등은 귀족 영애들의 피로 빚은 술, 그들의 인육을 주탄동자와 함께 먹어 그를 안심시키고, 신에게 받은 “신편귀독주”를 주탄동자에게 마시게 하여:21 만취시키고 목을 베었다. 하지만 목이 잘린 뒤에도 살아서 요리미츠의 투구를 물어뜯었다.
술기운에 움직임이 봉쇄된 채 속수무책으로 죽게 된 주탄동자는 요리미츠 무리가 비겁하다고, 오니는 이런 짓을 하지 않는다고 격렬하게 욕했다.:25

## 해석
역사학자 타카하시 마사아키는 주탄동자가 사는 오오에산 속 바위동구을 삶의 세계와 죽음의 세계의 경계라고 해석하고, 주탄동자의 대궐은 선경(仙境) 혹은 명계로서 용궁과 같은 것이라고 해석하였다.:117 또한 타카하시는 쇼랴쿠 5년(서기 994년)에 포창(疱瘡)이 크게 유행한 것이 주탄동자 전설과 관련된 것이라고 보았다.:96:32–34 또한 『사기』에 기록된 치우 전설, 당나라의 소설 『보강총백원전』, 명나라의 『진순권매령실처기』와의 유사성도 확인된다고 한다.
민속학자 코마츠 카츠히코는 중세 사람들에게 가장 무서운 요괴를 셋 꼽으라면 주탄동자, 타마모노마에, 오오타케마루였을 것이라고 꼽았다. 코마츠는 이 3대 요괴는 특별한 취급을 받음으로써 걸출한 요괴로 간주되었다고 보았다. 이 세 요괴는 퇴치된 이후에는 지배자(교토의 천황을 중심으로 하는 민중들)의 “보물”이 되며, 그 유해가 지배자의 권력을 상징하는 “보물창고”에 들어갔다는 공통점이 있다고 지적한다. 이 보물창고란 바로 후지와라노 요리미치가 건립한 뵤도인의 우지의 보장이다. 오니의 목이나 구미호의 유해를 보물창고에 보관하는 것은 어탁이나 박제와 같은 발상으로서 전승의 기념품이라고 해석될 수 있다. 그렇다면 보물창고는 그 소유자, 즉 천황이 이 3대 요괴의 영력보다 더한 무력과 지략, 신불의 가호를 지니고 있음을 선전하는 역할을 했을 것이며, 우지의 보물창고에 들어간 요괴는 그만큼 강대했을 것이라는 것이 코마츠의 해석이다.:184-186